# Veliki komet iz leta 400
Véliki komet iz leta 400 (oznaka C/400 F1) je komet, ki so ga opazili 19. marca leta 400 .
Nazadnje so ga videli 10. aprila 400.
Opazovali so ga lahko 22 dni. Njegova tirnica je bila parabolična, njen naklon pa 32°. Prisončje se je nahajalo na oddaljenosti 0,21 a.e. od Sonca.  Skozi prisončje je letel 25. februarja 400 .